# 南京欢乐水魔方水上主题乐园
南京欢乐水魔方水上主题乐园位于南京市江宁区汤山街道黄栗墅，由欢乐水魔方股份有限公司运作，由激情冲浪区、沙滩休闲区、魔法滑道区、儿童戏水区、梦境漂流区、SPA水疗区组成，是华东地区规模最大、游乐设施最先进的水上乐园。已于2012年5月26日对公众开放。